# Thorsten Glauber
Thorsten Glauber (ur. 21 listopada 1970 w Forchheim) – niemiecki polityk i architekt, działacz Wolnych Wyborców (FW), deputowany do Landtagu Bawarii, minister w rządach Bawarii, członek Bundesratu.

## Życiorys
W latach 1987–1991 odbył kształcenie zawodowe jako technik elektroniki komunikacyjnej, po czym uczęszczał do szkoły średniej zawodowej w Bambergu (1992–1994). Następnie, w latach 1994–1996, kształcił się jako technik rysunku budowlanego. Studiował architekturę w Wyższej Szkole Zawodowej w Coburgu w latach 1996–2000, a po ukończeniu studiów pracował jako architekt w Erlangen (2000–2002). W latach 2001–2003 odbył wieczorowe studia magisterskie (MBE) z zarządzania obiektami (Facility Management) w Norymberdze. Od 2003 prowadzi własną działalność architektoniczną w Forchheim i jest współwłaścicielem biura projektowego.
Do Wolnych Wyborców wstąpił w 1993 roku. Od 2002 zasiada w radzie gminy Pinzberg. W 2008 został członkiem zarządu powiatowego FW w Forchheim oraz po raz pierwszy wybrany do Landtagu Bawarii. Od 2009 pełni funkcję wiceprzewodniczącego FW w Górnej Frankonii.
12 listopada 2018 objął urząd bawarskiego ministra ds. środowiska i ochrony konsumentów. Od 27 listopada 2018 jest członkiem Bundesratu.